# ジョン・イェボア
ジョン・イェボア・サモラ（John Yeboah Zamora、2000年6月23日 - ）は、ドイツ・ハンブルク出身のサッカー選手。エクアドル代表。ヴェネツィアFC所属。ポジションはFW。

## クラブ経歴
イェボアは地元ハンブルクのサッカークラブSV RönneburgとFC Türkiye Wilhelmsburgに所属した後、2015年にVfLヴォルフスブルクのユースチームに加入し、3年のプロ契約を結んだ。
2018年11月3日、ボルシア・ドルトムントとのリーグ戦で後半36分、ヨシプ・ブレカロとの途中交代でトップチームデビューを果たした。
2019年9月2日、VVVフェンローに1シーズンのレンタルで移籍した。9月14日のFCフローニンゲン戦でデビューすると、前半12分にペテル・ファン・オーイェンからのアシストでデビュー戦ゴールを決めた。
2020年9月14日、ヴィレムIIに移籍し、3年契約を結んだ。
2022年6月25日、シロンスク・ヴロツワフに3年契約で加入した。
2023年7月6日、ラクフ・チェンストホヴァに3年契約で加入した。
2024年8月30日、イタリア・セリエAのヴェネツィアFCに2028年6月までの4年契約で加入した。

## 代表経歴
2016年5月16日、U-16ドイツ代表対U-16フランス戦でドイツのユース代表デビューを果たした。2017年にはクロアチアで開催されたUEFA U-17欧州選手権2017を戦うU-17ドイツ代表に選出された。大会ではグループリーグのセルビア戦でゴールを決め、チームもスペインとの準決勝まで到達したが、PK戦で敗北し、大会を後にした。1年後の2017 FIFA U-17ワールドカップにも参加し、ベスト16のコロンビア戦で得点したが、チームはベスト8で大会を終えた。

## 人物
ドイツ・ハンブルクで生まれ、ドイツ、ガーナ、エクアドルの国籍を持つ。